# Gianfranco Parolini
Gianfranco Parolini (Roma, 20 de fevereiro de 1930 - Roma, 26 de abril de 2018) foi um diretor cinematográfico italiano especializado em filmes Western spaghetti. Utilizou o pseudônimo de Frank Kramer.

## Biografia
Ativo entre os anos 1950 e 1970, a sua produção abarcou os típicos gêneros comerciais em voga no período. Western à italiana, épicos, filmes de espionagem, comédias, filmes de guerra. Alguns de seus filmes foram interpretados por autores célebres como Lee Van Cleef, Klaus Kinski e Yul Brynner.
Angariou sucesso comercial com a trilogia faroeste Sabata. Após 1977, trabalhou esporadicamente até cessar definitivamente as atividades em 1988.

## Filmografia como diretor
- Sansone (1961)
- La furia di Ercole (1962)
- Anno 79 - La distruzione di Ercolano (1962)
- Il vecchio testamento (1962)
- I dieci gladiatori (1963)
- Gli invincibili tre (1964)
- Johnny West il mancino (1965)
- Dodici donne d'oro (1966)
- Operazione Tre Gatti Gialli (1966)
- Agente Jo Walker: operazione Estremo Oriente (1966)
- I fantastici 3 Supermen (1967)
- Strategic Command chiama Jo Walker (1967)
- Se incontri Sartana prega per la tua morte (1968)
- 5 per l'inferno (1968), com o nome de Frank Kramer
- Ehi amico... c'è Sabata, hai chiuso! (1969)
- Indio Black, sai che ti dico: Sei un gran figlio di... (1970)
- È tornato Sabata... hai chiuso un'altra volta (1971)
- Sotto a chi tocca! (1972)
- Diamante Lobo (1976)
- Noi non siamo angeli (1977)
- Yeti - Il gigante del 20° secolo (1977), com o nome de Frank Kramer
- Alla ricerca dell'impero sepolto (1987)